# 루아나 앤더스

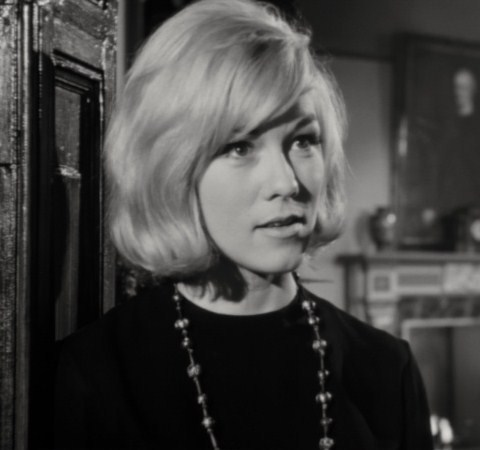

루아나 앤더스(Luana Anders, 1938년 5월 12일 ~ 1996년 7월 21일)는 미국의 배우, 각본가이다.
뉴욕에서 태어났다.

## 출연 작품
- 칸느 맨 (2011년)
- 와일드 빌 (1995년)
- 사랑의 동반자 (1993년)
- 도플갱어 (1993년)
- 탈주자 (1993년)
- 리미트 업 (1989년) - 티처 역
- 러브스트럭 (1988, You Can't Hurry Love)
- 마음의 저편 (1982년)
- 보드 앤 케어 (1980년)
- 바람둥이 길들이기 (1978년)
- 미주리 브레이크 (1976년)
- 바람둥이 미용사 (1975년) - 데브라 역
- 마지막 지령 (1973년)
- 공원에서의 차가운 나날들 (1969년)
- 이지 라이더 (1969년)
- 환각특급 (1967년)
- 영 레이서 (1963년)
- 디멘시아 13 (1963년) - 루이즈 할로랜 역
- 함정과 진자 (1961년)
- 밤의 요정 (1961년)

### 텔레비전
- 사건비화 (1967년)
- 벤 케이시 (1961년)